# ماریون، شهرستان وتزل، ویرجینیای غربی
ماریون (به انگلیسی: Marion) یک منطقهٔ مسکونی در ایالات متحده آمریکا است که در شهرستان وتزل، ویرجینیای غربی واقع شده‌است. ماریون ۲۷۰٫۹۷ متر بالاتر از سطح دریا واقع شده‌است.